# Czerniawa (obwód lwowski)
Czerniawa (ukr. Черневе, Czernewe) – wieś na Ukrainie, na Płaskowyżu Tarnogrodzkim, w rejonie mościskim obwodu lwowskiego. Wieś liczy 1091 mieszkańców.
Wieś królewska, należąca do starostwa mościskiego, w 1627 roku leżała w ziemi przemyskiej województwa ruskiego. W II Rzeczypospolitej do 1934 samodzielna gmina jednostkowa. Następnie należała do zbiorowej wiejskiej gminy Małnów w powiecie mościskim w woj. lwowskim. Pod okupacją niemiecką w Polsce siedziba wiejskiej gminy Czerniawa. Po wojnie wieś została odłączona od Polski i włączona do Ukraińskiej SRR. Od 24 sierpnia 1991 w składzie Ukrainy.
We wsi urodził się Klemens Sienkiewicz – polski pedagog pochodzenia ukraińskiego (rusińskiego), dyrektor c. k. gimnazyum w Jaśle.